# NGC 7307
NGC 7307 (również PGC 69161) – galaktyka spiralna z poprzeczką (SBc/P), znajdująca się w gwiazdozbiorze Żurawia. Odkrył ją John Herschel 4 października 1836 roku.